# Chavenay
Chavenay là một xã của Pháp, nằm ở tỉnh Yvelines trong vùng Île-de-France.
Người dân ở đây trong tiếng Pháp gọi là Chavenaysiens.
Các xã giáp ranh: Saint-Nom-la-Bretèche về phía đông bắc, Villepreux về phía đông nam, Les Clayes-sous-Bois về phía nam, Plaisir về phía nam-tây-nam khoảng 100 m, Thiverval-Grignon về phía tây, Davron về phía tây bắc và Feucherolles về phía bắc.